# غاري آيرلادند
غاري آيرلادند (3 أكتوبر 1961 في أستراليا - ) (بالإنجليزية: Gary Ireland)‏ هو لاعب كريكت أسترالي. لعب مع فريق غرب أستراليا للكريكت ‏.

## وصلات خارجية
- غاري آيرلادند على موقع إي آس بي آن كريك إنفو (الإنجليزية)